# Temple de Tutmosis I
El Temple de Tutmosis I és un petit temple a la zona de necròpolis de l'oest de Luxor, al sud del Ramesseum i al nord-est de Madinet Habu. Pràcticament no en queda res actualment.